# شاه‌مرغ کسین
شاه‌مرغ کسین (نام علمی: Tyrannus vociferans) نام یک گونه از سرده شاه‌مرغ است.